# Pseudischnolea kaszabi
Pseudischnolea kaszabi là một loài bọ cánh cứng trong họ Cerambycidae.